# Agnotecous occidentalis
Agnotecous occidentalis is een rechtvleugelig insect uit de familie krekels (Gryllidae). De wetenschappelijke naam van deze soort is voor het eerst geldig gepubliceerd in 2006 door Desutter-Grandcolas.